# Vilém Albrecht I. Krakovský z Kolovrat

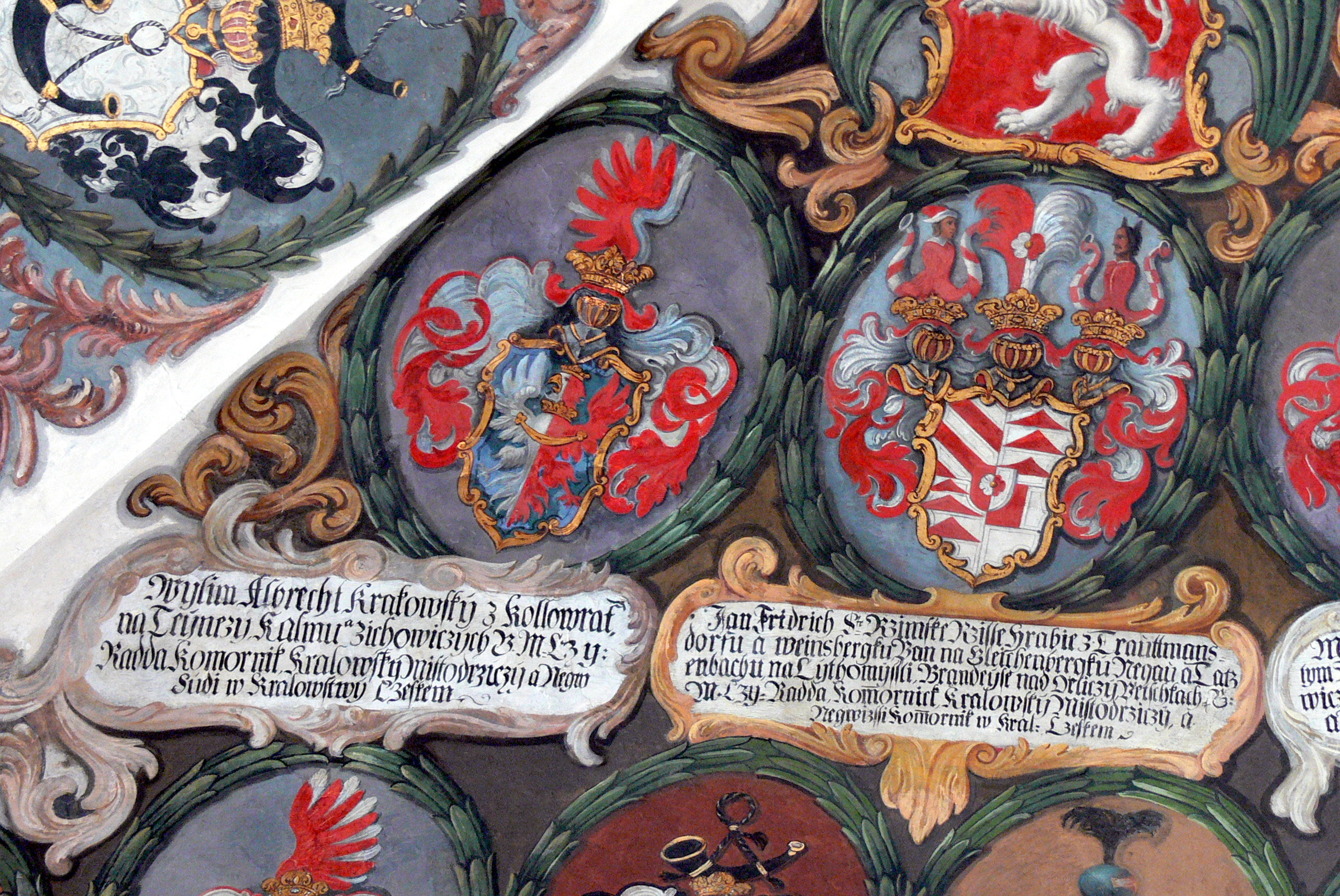
Znak Viléma Albrechta Krakovského z Kolovrat na stropě ve Starém královském paláci na Pražském hradě.

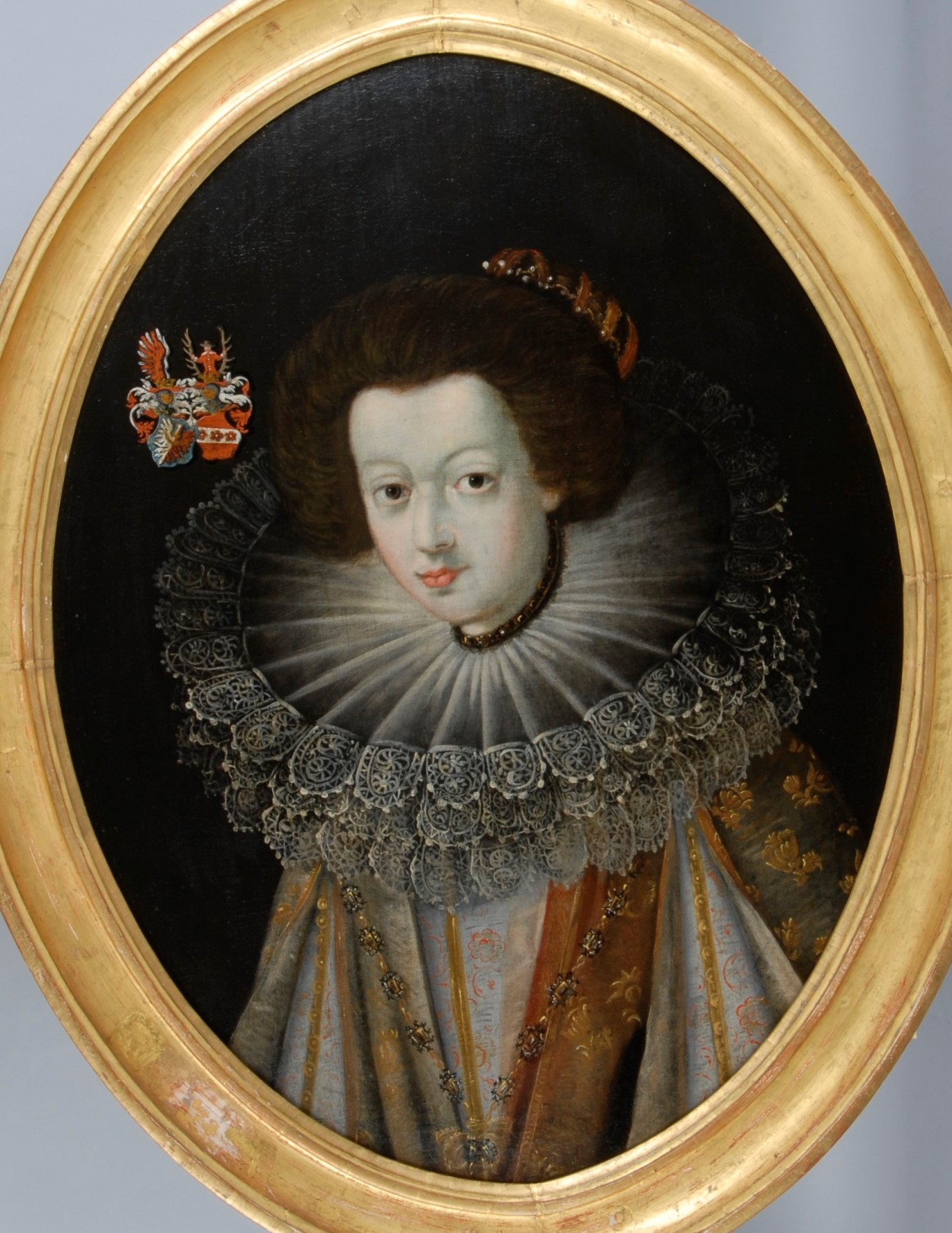
Druhá manželka Anna Kateřina Krakowská z Kolowrat, rozená Rozdražovská z Rozdražova

Vilém Albrecht hrabě Krakovský z Kolovrat (18. února 1600, Praha – 18. února 1688, Praha) byl český šlechtic, politik a mecenáš. Během svého života se kromě politické kariéry věnoval i rozsáhlému rozšiřování majetku rodu, podpoře farního kostela v Týnci či společně se svou pátou ženou byl mecenášem pražské Lorety. Stal se i jedním z donátorů „Svaté cesty“ z Prahy do Staré Boleslavi.

## Život
Narodil se jako druhé dítě a nejstarší syn Bernarda Alexandra Krakovského z Kolovrat a Ludmily Týřovské z Einsiedelu. Za svůj život se pětkrát oženil, přičemž z druhého a třetího manželství vzešlo celkem šest dětí. V srpnu 1671 byl císařem Leopoldem I. povýšen do říšského stavu, čímž se stal hrabětem Svaté říše římské a v listopadu 1674 získal dědičný titul českého hraběcího stavu.
Jeho první manželkou byla Anna Eva Wiederspergová z Wiedespergu, dcera Jana Wiedersperga z Wiedespergu na Týnci a Alžběty Příchovské z Příchovic. Manželství trvalo 14 let do smrti Anny v roce 1638 a zůstalo bezdětné. Její ostatky byly uloženy v chrámu Panny Marie Sněžné na Novém Městě pražském. Náhrobní kámen se nachází na epištolní straně oltáře sv. Kříže.
V roce 1640 se Vilém Albrecht oženil podruhé. Hraběnka Anna Kateřina Rozdražovská z Rozdražova, dcera hraběte Václava Rozdražovského z Rozdražova a Marie Berkové z Dubé a Lipé, byla vdovou po svobodném pánovi Wolfgangu Josefu Leopoldovi ze Strahlendorfu. Z prvního manželství měla syny Bedřicha Leopolda a Petra Oldřicha, kteří zemřeli záhy po svém otci. Statek Chlumec pod Kyšperkem, který po svém prvním muži zdědila, pak odkázala svým dalším dětem Janu Františkovi, Anně Ludmile a Kateřině Barboře. Druhá žena Viléma Albrechta zemřela v roce 1652 a byla pochována v bazilice Nanebevzetí Panny Marie Strahovského kláštera v Praze.
Třetí manželství s Marií Alžbětou Libštejnskou z Kolovrat trvalo od roku 1646 do roku 1660. Dcera staroměstského hejtmana Ferdinanda Libštejnského z Kolovrat (1611-1648) a jeho ženy Kateřiny Ludmily Krakovské z Kolovrat porodila syna Ferdinanda Václava a Maximiliána Norberta, který později založil samostatnou rodovou linii. Po své smrti byla Marie Alžběta pochována v chrámu Panny Marie Sněžné na Novém Městě pražském.
Čtvrté manželství s Alžbětou Apolonií Tserclaes Tilly, dcerou Václava Wermera hraběte Tillyho zu Preiteneck a Františky Barbory z Lichtenštejna, trvalo od roku 1661 do roku 1664. Po smrti svého prvního manžela Kryštofa Ferdinanda Popela z Lobkovic byla ustanovena poručnicí nezletilého dědice Václava Ferdinanda. Před svou smrtí převedla poručnická práva na svého druhého manžela Viléma Albrechta. Během svého života se podílela na výstavbě sedmi kaplí v loubí pražské Lorety na Hradčanech. Ostatky Alžběty Apolonie byly uloženy do chrámu Panny Marie Sněžné na Novém Městě pražském.

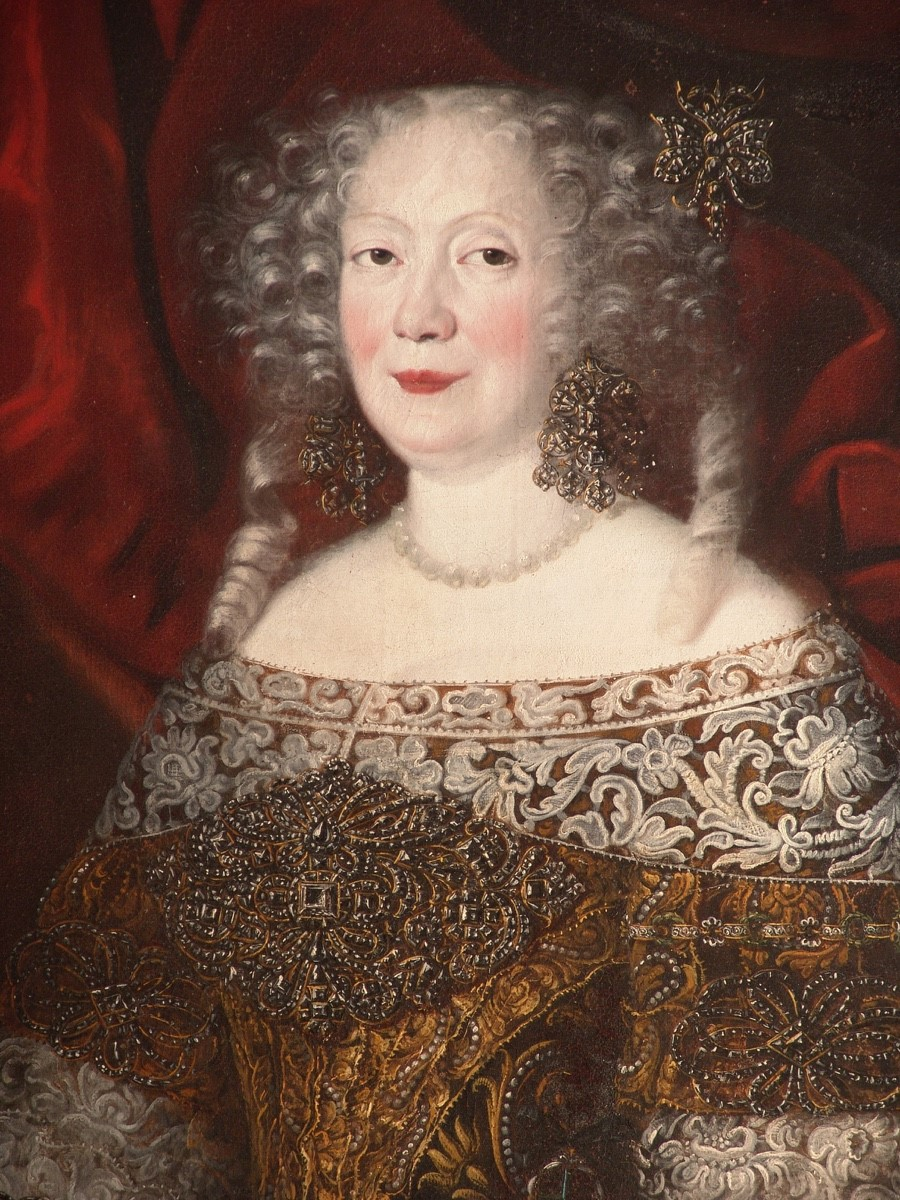
Pátá manželka Ludmila Eva Františka Krakowská z Kolowrat, rozená Hiserlová z Chodova

I poslední, páté manželství s Ludmilou Evou Františkou, rozenou Hýzrlovou z Chodů, zůstalo bezdětné. Dcera Bernarda Hýzrleho z Chodů a Anežky Robenhauptové ze Suché byla již dvakrát vdaná a svého třetího manžela přežila o sedm let. Po ovdovění se věnovala charitativní činnosti a péči o hradčanskou Loretu, kde nechala roce 1691 postavit kapli sv. Josefa. Loretánské klenotnici odkázala i svatební šaty s více než 6500 diamanty, z nichž byla ve Vídni v roce 1698 zhotovena diamantová monstrance (známá také jako Paprsková monstrance nebo Pražské slunce). Jako velká donátorka Lorety pochována přímo v Santa Case, v „srdci lorety“. Je uložena pod dlažbou kaple, tedy nad klenbou krypty, jak to dosvědčují loretánské archiválie. Samotná krypta byla určena jako poslední místo odpočinku pro příslušníky patronátního rodu Lobkoviců.
Krátce před svou smrtí, v lednu 1688, zřídil hrabě Vilém Albrecht pro své potomky dva fideikomisy: peněžní fideikomis v částce 138 500 zlatých pro primogenituru a fideikomis složený ze statků Týnec, Běšiny, Srbice, Marvalova Lhota, Dešenice a Janovce pro sekundogenituru. Po své smrti o měsíc později byl pochován u kapucínů v Praze na Hradčanech.

## Rozšiřování majetku
Vilém Albrecht shromáždil během svého života mnoho pozemků, panství, statků i vesnic. Rodinný majetek rozšiřoval jak dědictvím či věnem, tak uvážlivými nákupy a prodeji.

### Pražské nemovitosti
Během let 1636 až 1642 držel Vilém Albrecht dům čp. 644–51 ve Štěpánské ulici na Novém Městě pražském, posléze v roce 1642 dům č. 933 na Staroměstském rynku. V něm pak žili členové rodu Kolovratů při svých pobytech v Praze až do roku 1763, kdy dům koupil rytíř Jan František z Goltze. V roce 1651 za 1100 zlatých rýnských zakoupil dům v Loretánské ulici 174/3, který však tehdy nebyl v dobrém stavu. Následně nabyl sňatkem s Marií Alžbětou ovdovělou hraběnkou z Altringenu domu Altringenovského, později Hrzánského paláce, v sousedství - Loretánská 177/9; a již následujícího roku 1652 dům čp. 3 prodal Matyáši Gerstorffovi z Gerstorffu, podkomořímu v království českém za 2500 zlatých. V roce 1657 připojil k Hrzánskému paláci parcelu v Úvoze 28. V letech 1658–9 zde nechal vybudovat zadní pětipodlažní dům, spojovací západní křídlo a dále rozsáhlé konírny do prostoru pod nádvořím.

### Ostatní
První manželka Viléma Albrechta Anna po svém otci zdědila statek Týnec a krátce po sňatku v roce 1624 jej postoupila svému manželovi. Ten později uvážlivou hospodářskou politikou získal finanční prostředky na nákup několika okolních vesnic. Obnovená týnecká tvrz se stala centrem panství, ke kterému v polovině 17. století patřilo 16, v polovině 18. století pak 34 vesnic.
V roce 1648 koupil Vilém Albrecht ves Petrovice nad Úhlavou, kterou později připojil k dešenickému panství. O dva roky později pak koupil dvůr v Unhošti a stavbu Červeného mlýna. Čejkovský a Vlkovský dvůr, které přijal od zástavy od Václava Jindřicha Čejky z Olbramovic, byly posléze Vilému Albrechtovi postoupeny i s chalupou kvůli Čejkově neschopnosti dluh splatit.
V polovině 17. století se k majetku Krakovských přidávají také ves Střeziměř, statek Malá Chýška u Milevska, ves Srbice či Dolní Adršpach i se třemi vesnicemi. V roce 1657 zakoupil hrabě míšeňské panství Skály se Starkovem a Bystrým v Teplických skalách.
V roce 1658 získal Vilém Albrecht Zvěstovice se Sirákovicemi a Spyticemi, o rok později ves Sobětice.
Během dalšího desetiletí přikoupil hrabě statek Těšetín, panství Chyše, statek Kouskova Lhota a zdědil statky Žichovice a Frymburk na Sušicku. V roce 1673 se ujal statku Dolany, který se později stal součástí majetku Tovaryšstva Ježíšova v Klatovech. Posledním velkou koupí v roce 1674 získal hrabě tvrz, dvůr a ves Běšiny a dvory Hubenov a Úlch s vesnicemi Hubenov, Úlch, Javoří, Rajský, Zahrádka a Tvrdoslav, které byly posléze připojeny k Týnci.

## Mecenášství
Vilém Albrecht byl nejen hluboce věřící, ale zároveň zámožný, vlivný a přední aristokrat své doby. Pečoval o týnský chrám Nanebevzetí Panny Marie a investoval i do dalších církevních staveb. Například z vděku za přežití moru v roce 1680 daroval hrabě kostelu sv. Havla na Starém Městě pražském obraz sv. Šebestiána od neznámého umělce. Obraz je umístěn v jižním podvěží na oltáři sv. Šebestiána.

### Via sancta
Jako donátor se zapojil se do stavby jedné ze 44 kaplí při poutní cestě „Via sancta“ z Prahy do Staré Boleslavi, kde byl zavražděn sv. Václav, a k Palladiu země české. Z kaplí se dochovalo pouze 29, a to bez vnitřní výzdoby. Čtyřicátá, tzv. Tejnecká kaple, nad jejíž výstavbou v roce 1678 převzal Vilém Albrecht záštitu, byla zasvěcena invokaci Královno apoštolů a vyzdobena zobrazením svatého Václava, který se zjevil nemocnému moravskému markraběti Jindřichovi a vyzýval jej k pouti do Mariazellu, dále vyobrazením Týnce s milostnou sochou Madony ze 16. století a rodovým erbem, na kterém byl mylně ztvárněn dvouhlavý orel místo jednohlavé orlice.

### Farní kostel Nanebevzetí Panny Marie v Týnci
Vilém Albrecht byl nejen majitelem Týnce, ale i spolupatronem místního farního chrámu. Při presbytáři nechal přistavět věž se sakristií a oratoriem, v roce 1674 pak okna oratoria doplnilo vyřezávané obložení s nápisem Stant CoLoVrateo bIna / oratoria Voto / Ne tarDas BInIS faVtor / a Desse Deus - tj. Stojí jako záslibný (zbožný) dar Kolovratův dvojí oratoř, abys, Bože, neváhal být ochráncem dvěma. (Myšleni jsou tím patrně hrabě a jeho choť Ludmila Eva Františka.) Později byl přidán i alianční erb Kolovratů a Vrbnů.
Hrabě nechal pro chrám vyrobit i dva zvony o výšce 68 a 62 cm. Větší, zasvěcený sv. Šebestiánovi, nese nápis Per Intercessionem tvam. O sancte Sabastiane libera nos a peste + A.D. 1667 - tj. Na tvoji přímluvu, svatý Šebestiáne, vysvoboď nás od moru + L.P. 1667. Na plášti je pak erb Kolowratů a český nápis: Wysocze Vrozeny Pan Pan Wylem Albrecht Krakowsky z Kolowrat Pan na Teynczy, Chlumczy a Zychowiczych G.M.C. Rada, Komornik, Krakowsky Mistodtziczy a Neyvyzssy SVdi Zemsky w Kralowstwy Czeskem Tento Zwon Keczti a Chwale Bozi a Swatemv Šebestyanovi. Patronv Proti Morv na Wlastni Naklad. Vdelati Sati Gest Raczil Letha Panie 1667. Menší zvon nese na plášti alianční erb hraběte a jeho choti a také nápis Sentiant omn / es tvvm / ivvamen qvicv / nqve cele / brant tvam / sanctam / annvnciationem / tv Kolowratae os / protege virgo tvos - tj. Ať pociťují všichni tvoji pomoc, všichni, kdo oslavují tvoje svaté Zvěstování, ty ostatky kolowratské, Panno, ochraňuj své ctitele.
V roce 1678 nechal hrabě pro farní kostel Nanebevzetí Panny Marie v Týnci zhotovit cínovou křtitelnici s aliančním erbem Kolovratů a Hýzrlů z Chodů.